# 韋斯利·莫賴斯
韋斯利·莫賴斯·費雷拉·達席爾瓦（葡萄牙語：Wesley Moraes Ferreira da Silva；1996年11月24日—），巴西職業足球員，司職前鋒，現時效力中國足球超級聯賽球會深圳新鵬城。

## 俱樂部生涯
韋斯利出生於米納斯吉拉斯州的茹伊斯迪福拉。因為發展不如預期，韋斯利決定離開米内罗。他只能轉投伊塔布納。隨後，韋斯利就被一名經紀人關注，並被馬德里競技U19青年隊簽入。
2015年，韋斯利加盟特倫钦，並幫助球隊奪得斯洛伐克足球甲級聯賽的冠軍。其後他又被布鲁日以100萬歐元買斷。上賽季，韋斯利在比甲聯賽完成7粒進球和2次助攻。
在為布魯日效力期間，韋斯利幫助球隊獲得2個比甲冠軍和2個比利時超級杯冠軍。在2019年6月份，韋斯利加入英超球隊阿斯頓維拉。

## 外部連結
- Futbalnet profile （页面存档备份，存于）
- AS Trenčín official website profile （页面存档备份，存于）